# Babango jezik
Babango jezik (mobango; ISO 639-3: bbm), nigersko-kongoanski jezik uže skupine sjeverozapadnih bantua. Njime govori oko 2 550 ljudi (2000), pripadnika naroda Babango iz Demokratske republike Kongo u provinciji Orientale. 
Pripada podskupini lusengo i najsličniji je jeziku budza [bja].

## Vanjske poveznice
- Ethnologue (14th)
- Ethnologue (15th)  Arhivirana inačica izvorne stranice od 5. ožujka 2016. (Wayback Machine)
- Ethnologue (16th)  Arhivirana inačica izvorne stranice od 5. ožujka 2016. (Wayback Machine)